# Imbrasas
Imbrasas ist ein litauischer männlicher Familienname.

## Weibliche Formen
- Imbrasaitė (ledig)
- Imbrasienė (verheiratet)

## Namensträger
- Audronis Imbrasas (* 1964), Tanzkritiker, Kulturmanager und -politiker, Vizeminister
- Juozas Imbrasas (*  1941), Politiker,  Bürgermeister der litauischen Hauptstadt Vilnius